# Puls Pabianic
Puls Pabianic – bezpłatny tygodnik ukazujący się co poniedziałek w latach 2005–2007 w Pabianicach.
Pierwsze wydanie tygodnika ukazało się 7 listopada 2005 roku; znajdowały się w nim informacje z życia miasta, polityki, kultury i sportu. Pismo nie było związane z żadną opcją polityczną.

## Redaktorzy naczelni
- Anna Warchałowska
- Hubert Barański